# 中嶋弘子

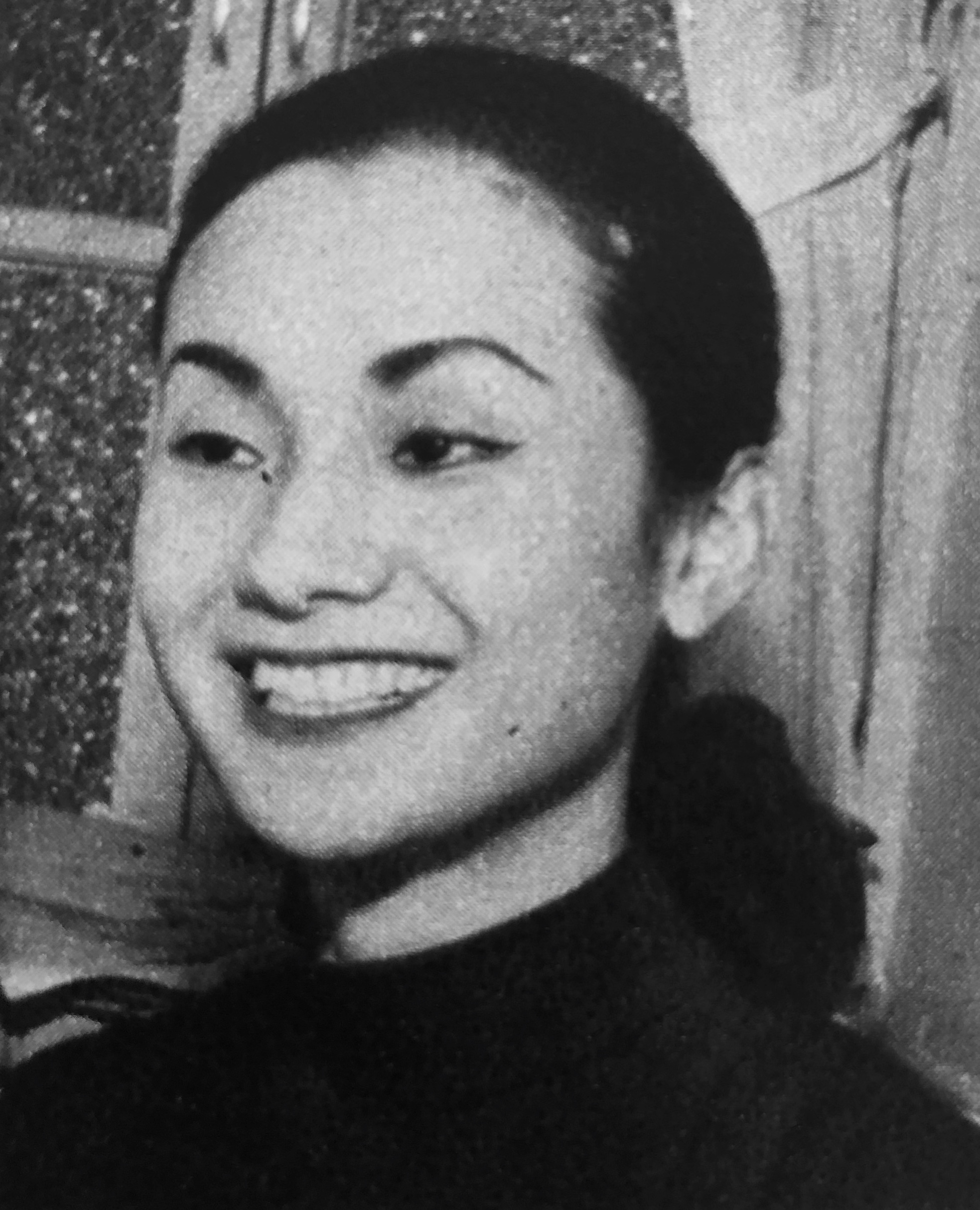
中嶋弘子（1955年）

中嶋 弘子（なかじま ひろこ、1926年 - 2021年7月18日）は、日本のテレビ司会者、ファッションデザイナー。本名は阪田 弘子（さかた ひろこ）。別名は中島弘子。
テレビ放送の草創期であった1960年代に、NHKの番組『午後のおしゃべり』や『夢であいましょう』などの番組で司会を務めた。

## 経歴
東京都出身。再婚した夫は大蔵官僚で国税庁長官や日本専売公社総裁などを務めた阪田泰二。
第二次世界大戦後、フランスで服飾について学び、帰国後ファッションデザイナーとして働き始める。
1959年からNHKのテレビ番組『午後のおしゃべり』、1961年からは『夢であいましょう』の司会を務めた。テレビ慣れしていないたどたどしさと、頭を前ではなく右横にかしげてお辞儀する仕草が上品であると人気となった。中嶋をホステス（司会）役にすることを強く推薦した永六輔は当時を回想し、素人で、司会をやる気もない人のほうがかえってテレビに向いていると考えていたこと、またファッションデザイナーということでテレビ用の衣裳に困らないという思惑もあったことを語っている。結婚を期に番組を降板し、以降はファッションデザイナーとして80歳まで現役で活躍した。
2021年7月18日、老衰のため死去した。95歳没。告別式では孫で当時財務省関税局長だった阪田渉が喪主を務めた。墓所は谷中霊園。